# Basilica di San Polieucto
La basilica di San Polieucto (in greco Ἅγιος Πολύευκτος?, Hagios Polyeuktos) fu un'antica chiesa di Costantinopoli, eretta negli anni 520 dalla nobile Anicia Giuliana e dedicata a san Polieuto. Fu eretta come simbolo della discendenza imperiale di Giuliana: dotata di una decorazione ricchissima, in cui per la prima volta si usavano su larga scala temi decorativi sasanidi, fu la chiesa più grande di Costantinopoli fino alla riedificazione di Hagia Sophia, per la quale fu perfezionata la nuova forma architettonica della basilica con cupola introdotta proprio dalla basilica di San Polieucto.
Poco è noto della storia di questa basilica dopo la sua costruzione. Sopravvisse fino all'XI secolo, dopo di che cadde in rovina, divenendo una cava di elementi architettonici riutilizzati a Costantinopoli e in altre città, come Venezia. In epoca ottomana l'area dove sorgeva la basilica fu riedificata; i suoi resti furono riscoperti negli scavi del 1960 e sono divenuti area archeologica aperta ai visitatori, sebbene alcune sculture siano state trasferite ai Musei archeologici di Istanbul.

## Storia

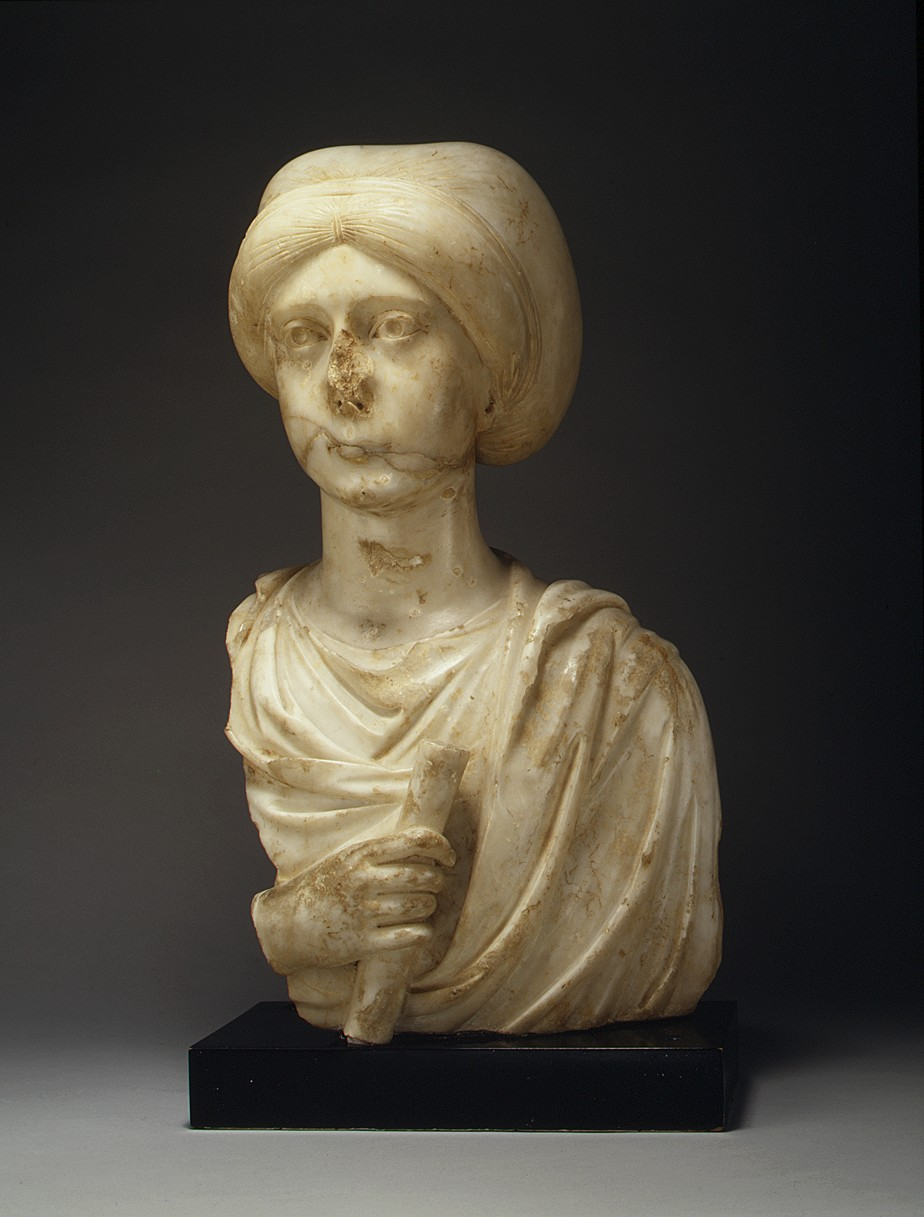
Busto in marmo raffigurante Anicia Giuliana, edificatrice della basilica, conservato al Metropolitan Museum of Art di New York

La chiesa fu commissionata dalla nobile Anicia Giuliana (discendente della dinastia teodosiana in quanto figlia dell'imperatore Olibrio, nipote dell'imperatore Valentiniano III e di sua moglie Licinia Eudossia e bisnipote dell'imperatore Teodosio II); la costruzione durò dal 524 al 527, sotto il regno di Giustino I. Si trattava di una ricostruzione di una più antica chiesa, eretta da Eudocia, moglie di Teodosio II e bisnonna materna di Anicia, e aveva lo scopo di custodire la reliquia del cranio di san Polieuto. Si ritiene che fosse la chiesa più grande di Costantinopoli fino all'erezione della nuova Hagia Sophia da parte di Giustiniano I (527-565), nipote e successore di Giustino.

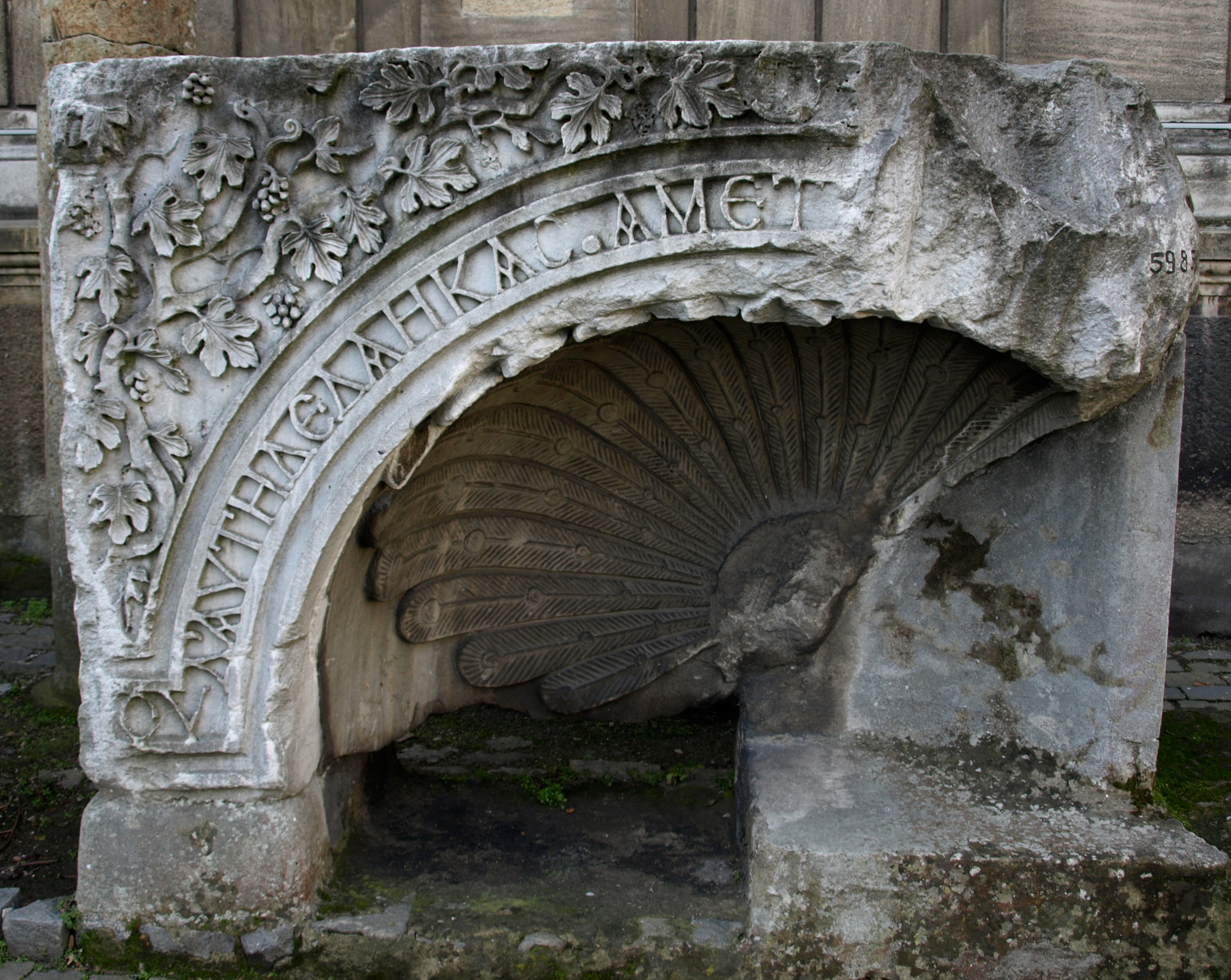
Frammento della trabeazione della chiesa, contenente l'inizio del 31° verso dell'epigramma celebrante l'erezione della chiesa. Trovato in situ durante gli scavi del 1960.

In un epigramma di 76 versi, iscritto sulle mura della chiesa e conservato nell'Anthologia Graeca (I.10), Giuliana si paragona agli imperatori del passato Costantino I e Teodosio II come costruttrice di edifici, e afferma di aver superato il tempio di Salomone, sulle cui proporzioni il tempio sarebbe stato eretto. L'edificio costituiva dunque una sfida al prestigio e all'autorità della dinastia regnante, di umili origini, e potrebbe essere stato all'origine della ricostruzione di Hagia Sophia su scala gigantesca qualche anno più tardi. Alla luce di questa rivalità è dunque comprensibile perché anche Giustiniano, di fronte ad Hagia Sophia completata, sembrerebbe abbia esclamato «Salomone, ti ho superato!». L'importanza dell'allusione a Salomone è però messa in dubbio da alcuni studiosi, che vedono nella chiesa più un'affermazione del prestigio imperiale dell'aristocrazia romana, da cui Giuliana discendeva, e della fede calcedoniana, che essa aveva difeso durante il regno dell'imperatore miafisita Anastasio I (491-518). Un ulteriore aspetto dell'antagonismo con Giustiniano è comunque evidenziato da un racconto tramandato da Gregorio di Tours: poco dopo la sua ascensione al trono, Giustiniano chiese all'anziana Giuliana di contribuire al tesoro statale con una gran parte della sua fortuna; dopo aver temporeggiato un po', Giuliana fece fondere il proprio oro e forgiare dei piatti, con i quali adornare l'interno del tetto della chiesa di San Polieucto, sottraendolo così alle mire dell'imperatore.

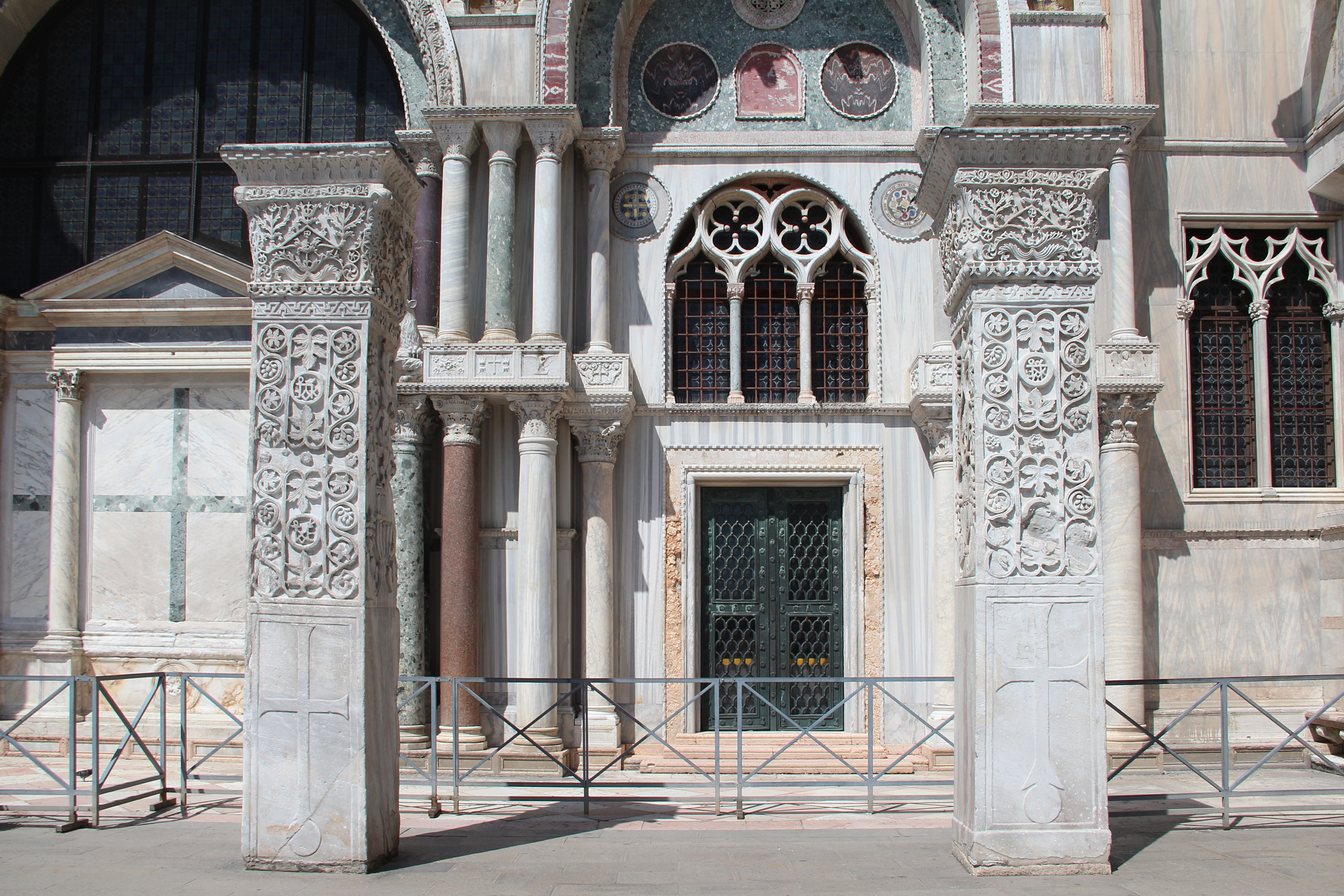
I «Pilastri acritani», provenienti dalla basilica di San Polieucto e riutilizzati nella basilica di San Marco a Venezia

La chiesa fu utilizzata fino all'XI secolo, quando fu abbandonata; da quel momento in poi fu spogliata delle sculture e degli altri elementi architettonici, sia dai bizantini che, dopo il sacco della città del 1204, dai crociati. Diversi pezzi provenienti da San Polieucto furono riutilizzati nel Monastero di Cristo Pantocratore (la moderna moschea di Zeyrek), mentre altri pezzi, come i capitelli, furono riutilizzati a Vienna, Barcellona e Venezia, tra cui i cosiddetti «Pilastri acritani» della basilica di San Marco a Venezia.
Il sito della chiesa, nel quartiere Saraçhane (l'antico Constantinianae), fu gradualmente occupato da case e da una moschea nel periodo ottomano. Nel 1940 l'area fu demolita e nel 1960, durante la costruzione dell'incrocio tra le vie Şehzadebaşı Caddesi e Atatürk Bulvarı, iniziarono gli scavi. Furono scoperte volte di mattoni e sculture in marmo proconnesio, tra cui frammenti dell'epigramma monumentale che adornava la chiesa. Questi frammenti, insieme a citazioni sulla posizione approssimativa della chiesa nei testi bizantini che riguardano le processioni imperiali lungo la via Mese, hanno permesso un'identificazione sicura dell'edificio. Il sito fu scavato estensivamente tra il 1964 e il 1969, sotto la guida di Nezih Firatli, dei Musei archeologici di Istanbul e di Roy Michael Harrison, del Dumbarton Oaks Institute. L'area, che si trova di fronte al Comune di Istanbul, è ora un sito archeologico protetto aperto ai visitatori, sebbene le sculture siano state trasferite al Museo archeologico cittadino.

## Descrizione
Malgrado la sua importanza architettonica, molto poco è noto della sua precisa struttura. La maggior parte delle informazioni sull'aspetto originario della chiesa deriva dall'epigramma in onore di Giuliana e della sua famiglia, inciso in varie parti della chiesa. Secondo l'epigramma, la chiesa fu progettata come una replica del Tempio di Gerusalemme, con le proporzioni precise del tempio di Salomone indicate nella Bibbia, utilizzando il cubito reale come unità di misura, come nell'originale. Richard Martin Harrison, l'archeologo che diresse gli scavi, ha ricostruito la chiesa come una basilica di pianta all'incirca quadrata, con lato di 52 metri, una navata centrale e due laterali, con un nartece sul davanti preceduto da un atrio di 26 metri di lunghezza. A nord dell'atrio sono stati ritrovati resti di un altro edificio, identificato come il battistero della chiesa o con il palazzo di Giuliana. Una struttura posta al centro della costruzione indica la posizione dell'ambone, mentre le ampie fondazioni di tutta la chiesa indicano la presenza, secondo Harrison, di una cupola, che avrebbe portato l'altezza della chiesa a 30 metri. L'area dell'altare non fu completamente scavata, e la sua forma resta sconosciuta. La presenza della cupola, sebbene non universalmente accettata, è un elemento di grande importanza, in quanto significherebbe che fu San Polieucto, e non le chiese di Giustiniano (Santi Sergio e Bacco e Hagia Sophia), la prima chiesa a combinare la tradizionale basilica con una cupola.
L'epigramma rivela che l'interno era disposto su tre piani, con colonnate e gallerie. In base all'epigramma e alle strutture ritrovate, Harrison ha anche ipotizzato l'esistenza di una coppia di esedre a due piani, composte da tre nicchie con un collegamento tra loro, sui lati settentrionale e meridionale dell'ambone. Lo spazio intorno alle campate occidentali della cupola dovrebbe essere stato voltato a botte o a crociera.
La decorazione interna era estremamente ricca. Le pareti erano decorate in marmo, il tetto era dorato, il nartece conteneva una raffigurazione del battesimo di Costantino I. Sul sito sono stati trovati frammenti di avorio, ametista, vetro dorato e colorato, che originariamente decoravano le sculture, come pure frammenti di mosaici. Il richiamo al tempio salomonico era rinforzato dalla preponderanza di motivi decorativi quali alberi di palme, melograni, gigli. Un'importante caratteristica, precedentemente sconosciuta a Costantinopoli, è l'uso estensivo di motivi decorativi sasanidi, come fregi di palmette e foglie di melograno, o motivi vegetali e geometrici simmetrici. I motivi decorativi persiani divennero sempre più diffusi nel VI secolo e furono usati anche per la decorazione di Hagia Sophia. Un altro ritrovamento eccezionale sono dieci placche a rilievo con le immagini di Cristo, della Vergine Maria e degli apostoli: si tratta di immagini molto rare, a causa della distruzione delle raffigurazioni umane durante l'Iconoclastia dei secoli VIII e IX.